# Conacul Cândeștilor
Conacul Cândeștilor este un ansamblu de monumente istorice aflat pe teritoriul satului Cândești, comuna Vernești. În Repertoriul Arheologic Național, monumentul apare cu codul 50139.03.
Ansamblul este format din următoarele monumente:
- Conac (cod LMI BZ-II-m-B-02381.01)
- Pivniță (cod LMI BZ-II-m-B-02381.02)
- Fermă (cod LMI BZ-II-m-B-02381.03)

## Galerie

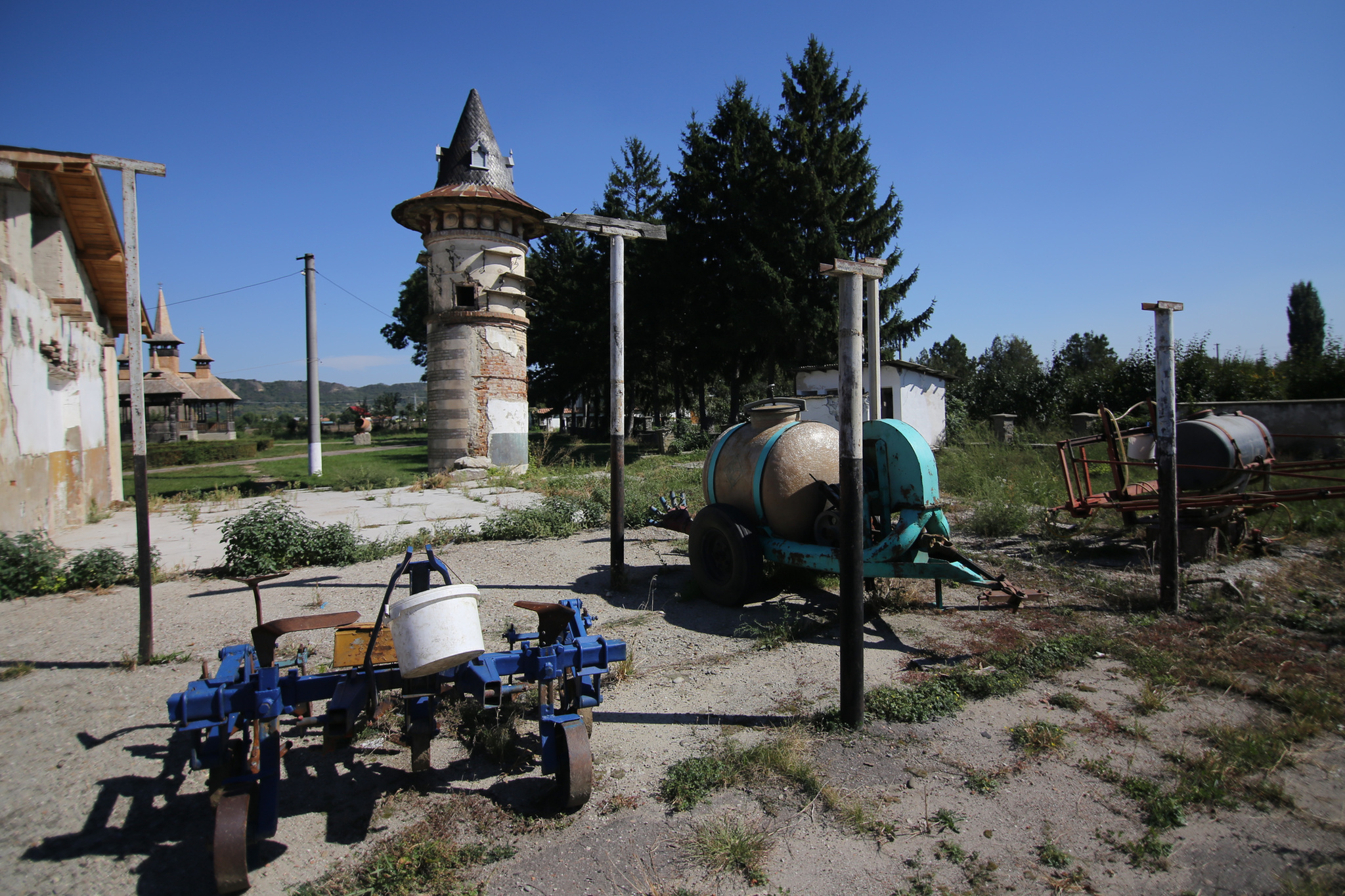
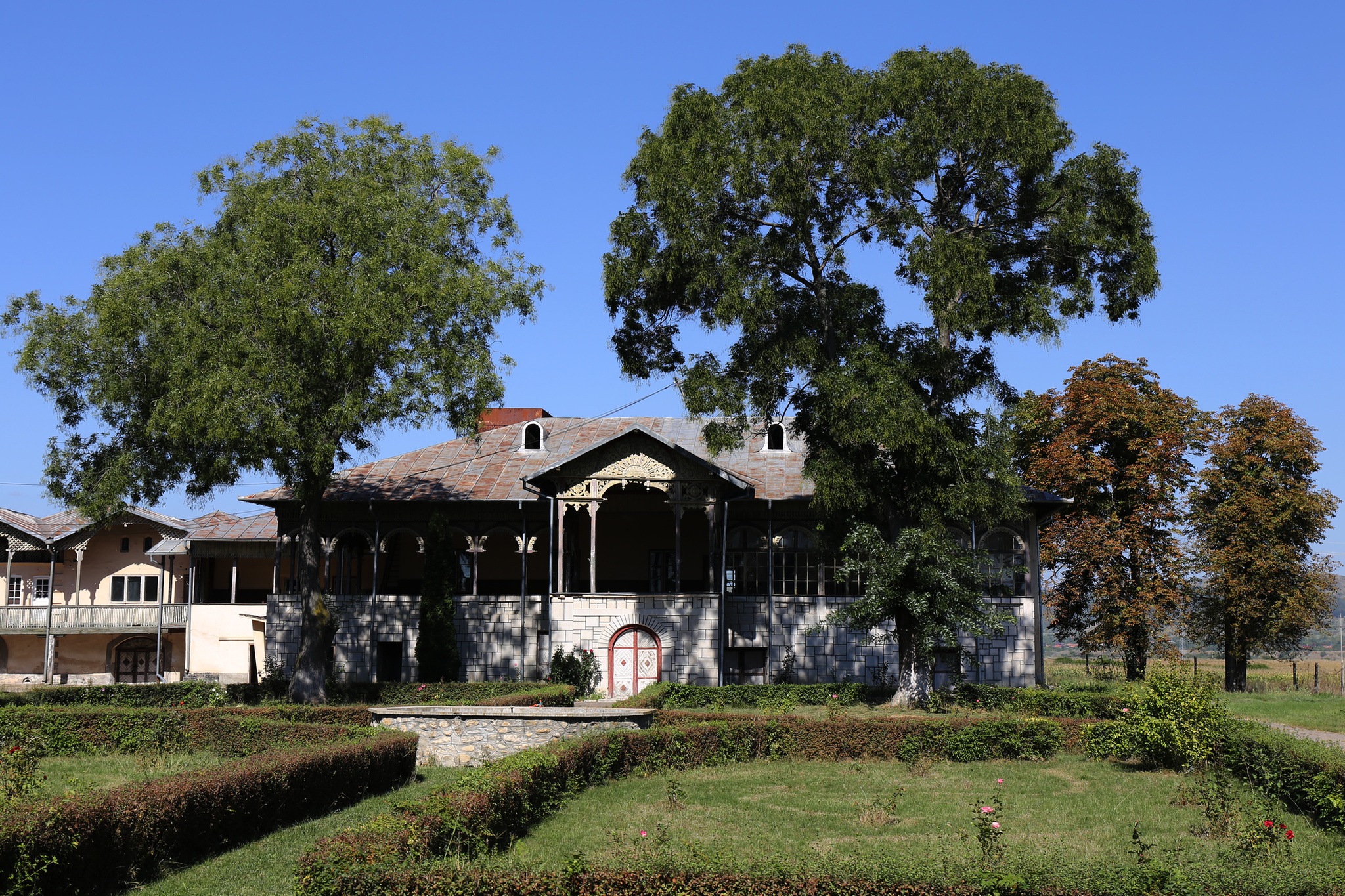
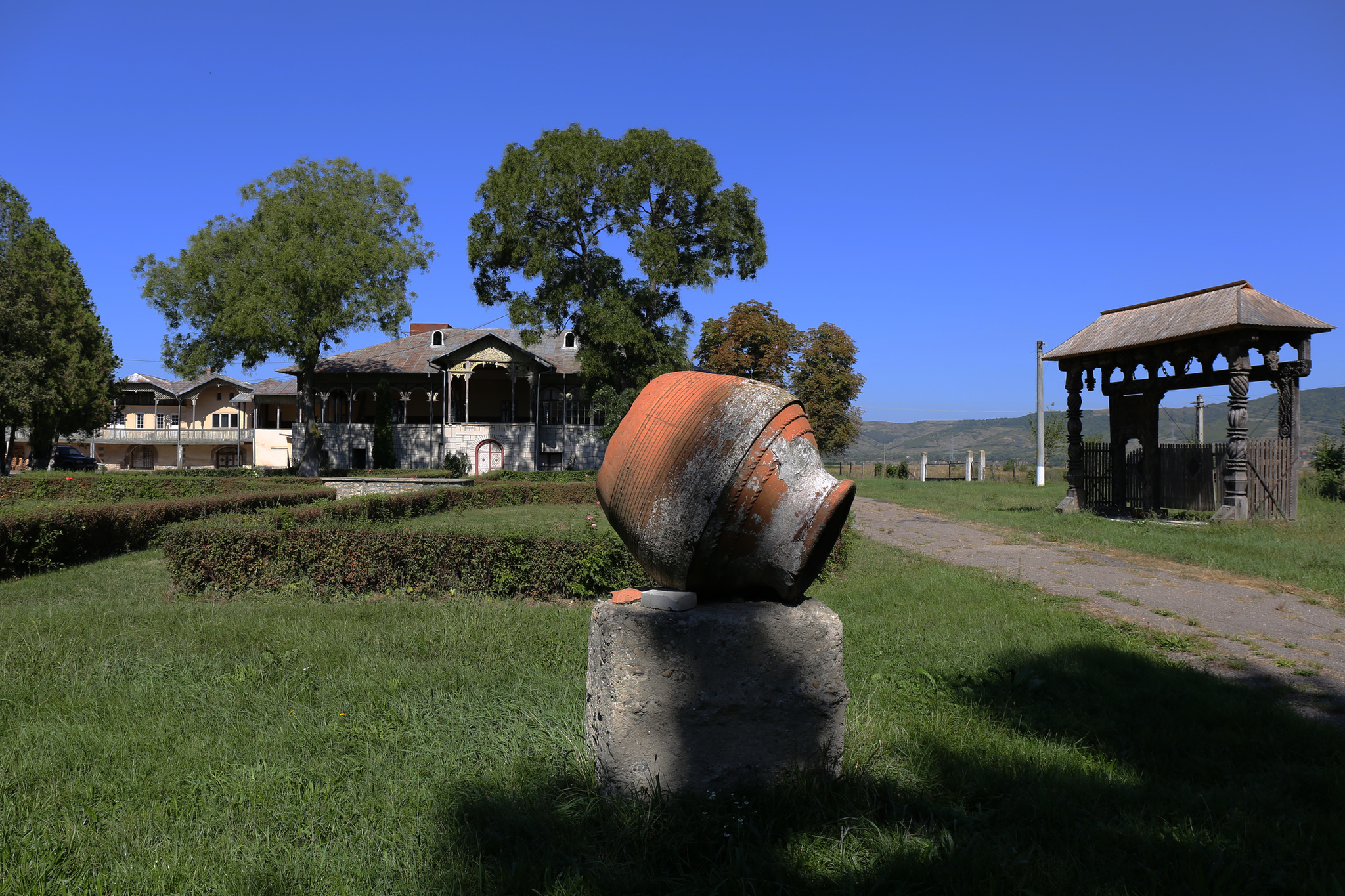
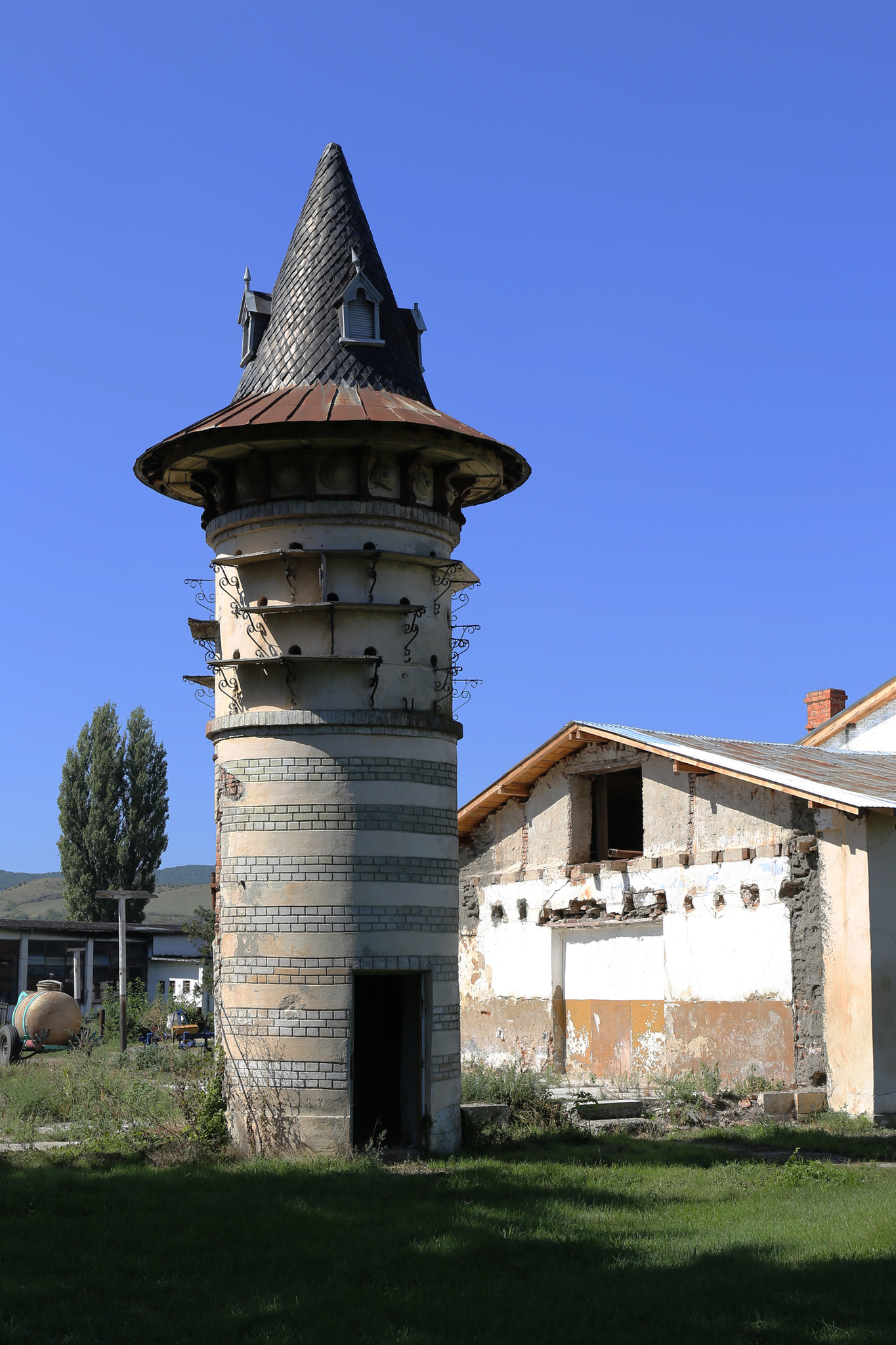
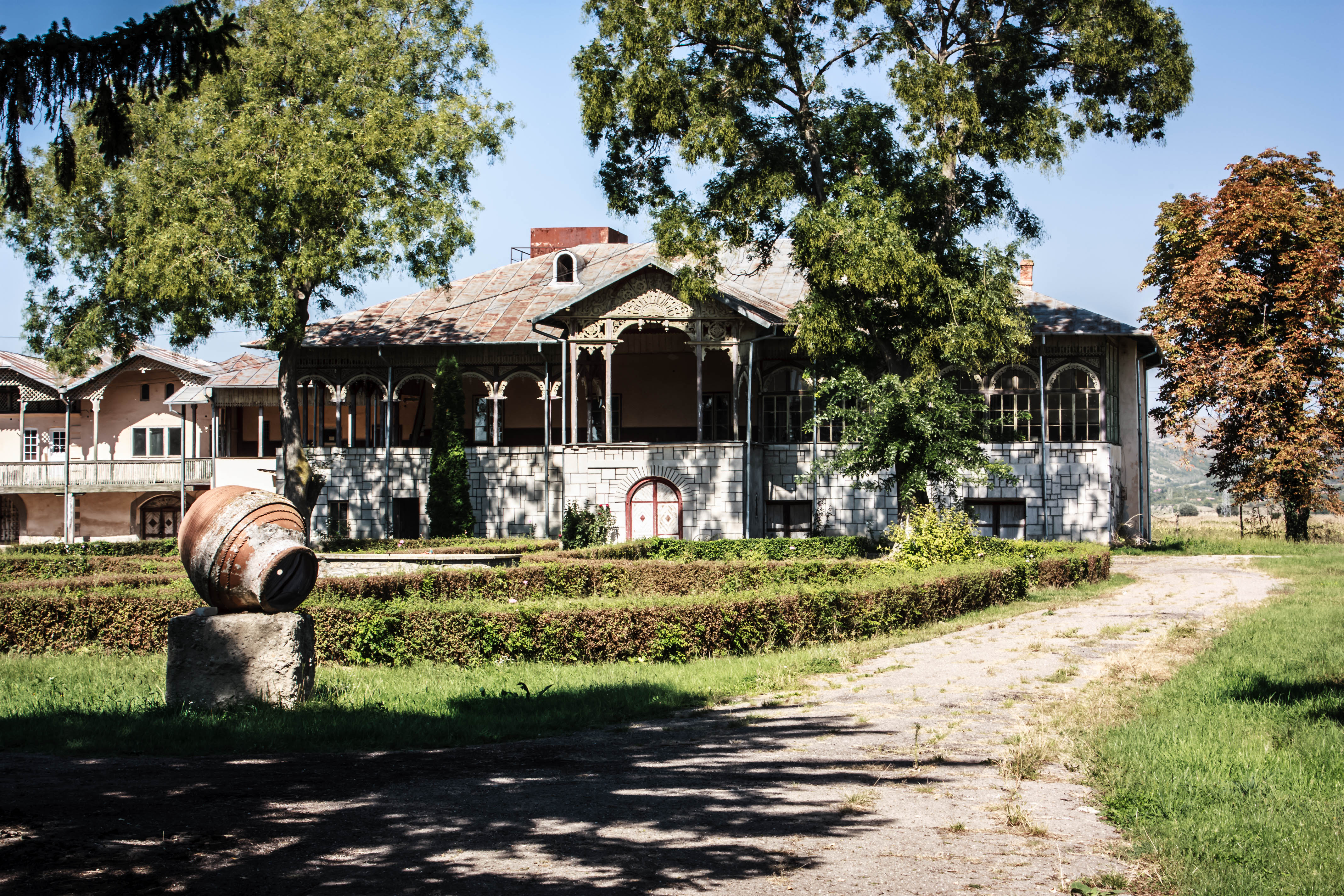
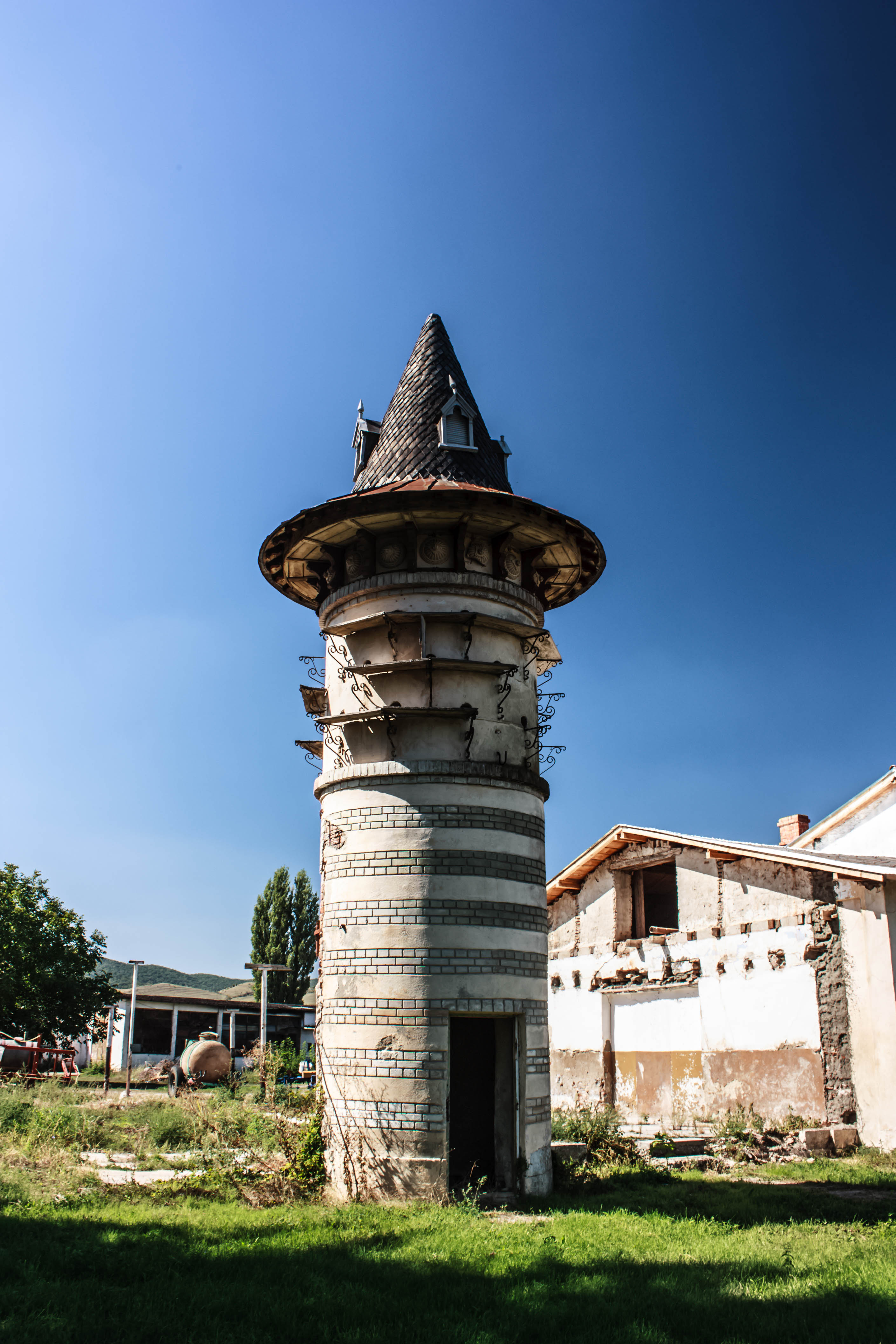
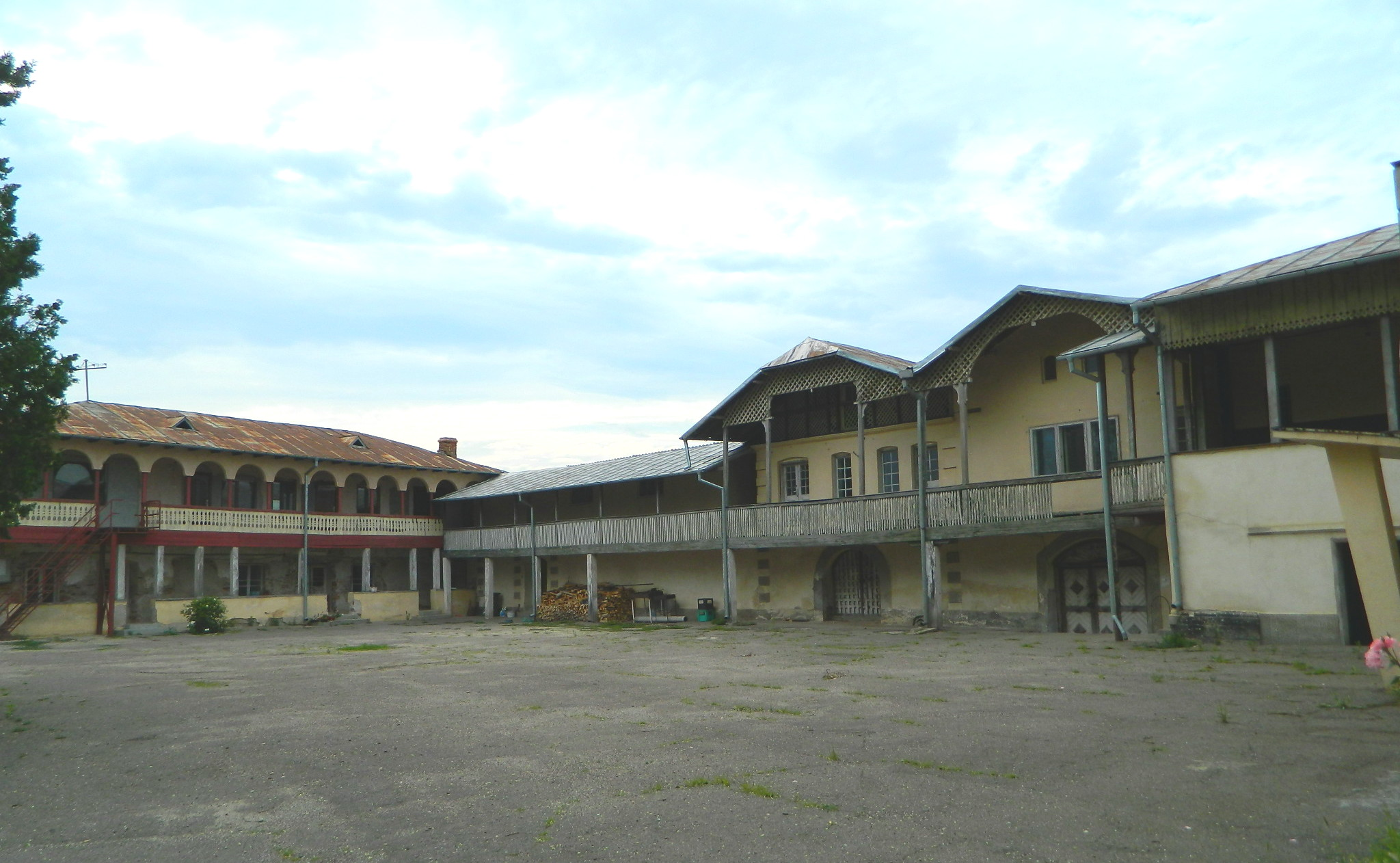
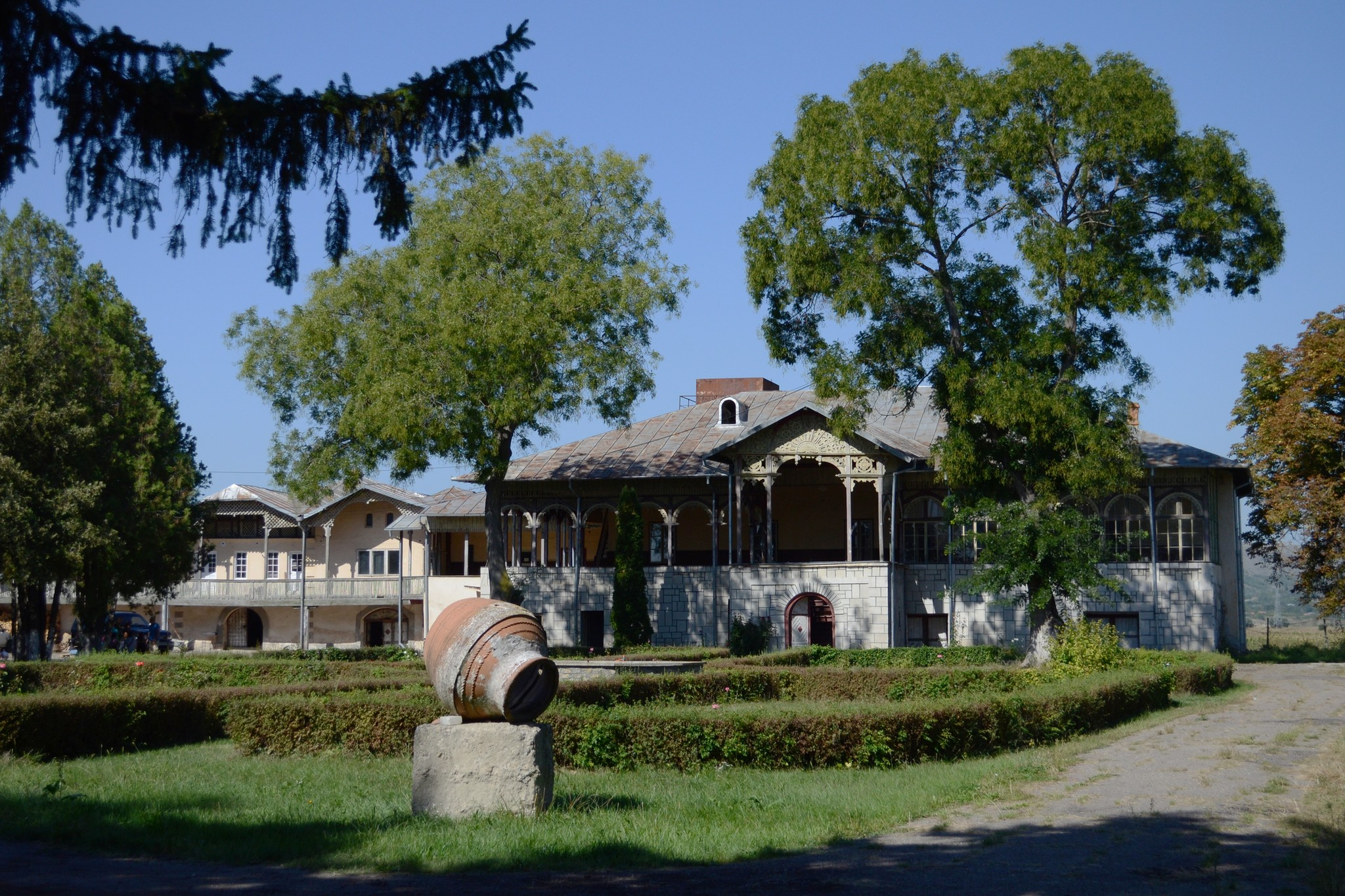